# Elvedina Muzaferija
Elvedina Muzaferija (* 20. August 1999 in Visoko, Kanton Zenica-Doboj) ist eine bosnische Skirennläuferin. Die mehrfache bosnische Meisterin nahm an Olympischen Winterspielen und Weltmeisterschaften teil und startet in allen Disziplinen.

## Biografie
Elvedina Muzaferija stammt aus Visoko im Zentrum des Dinarischen Gebirges und startet für den SK ZE-2010 aus der Kantonshauptstadt Zenica. Sie besuchte die Schule in Sarajevo. Im Alter von 16 Jahren bestritt sie ihre ersten FIS-Rennen und gewann mit einem Slalom in Bansko gleich das dritte davon. Im selben Winter trat sie zu den Olympischen Jugend-Winterspielen in Lillehammer an, wo sie die Ränge 16 und 25 in Kombination und Super-G belegte. Im Riesenslalom schied sie aus, im Slalom verzichtete sie auf ein Antreten im zweiten Durchgang.
Im Januar 2017 gab Muzaferija im Slalom von Zagreb ihr Weltcup- und eine Woche später in der Abfahrt von Saalbach auch ihr Europacup-Debüt. Noch im selben Monat gewann sie auf der Bjelašnica in den technischen Disziplinen ihre ersten beiden Staatsmeistertitel. Bei ihren ersten Weltmeisterschaften in St. Moritz kam sie 2017 über Rang 55 im Slalom nicht hinaus, den Riesenslalom konnte sie nicht beenden. Am Ende der Saison feierte sie in Åre auch ihr Debüt bei Juniorenweltmeisterschaften und klassierte sich auf den Rängen 36, 38 und 57 in Kombination, Abfahrt und Riesenslalom. Bei den Olympischen Spielen in Pyeongchang führte sie das vierköpfige bosnische Aufgebot als Fahnenträgerin an und trug auch bei der Abschlussfeier die Landesflagge. Im Kombinationsslalom schied sie mit guten Chancen auf das historisch beste Ergebnis Bosniens bei Winterspielen (Platz 21 durch Enis Bećirbegović in der Abfahrt 1998) aus. In Abfahrt, Super-G und Riesenslalom belegte sie die Ränge 31, 42 und 44, im abschließenden Slalom schied sie aus.
Am 12. Januar 2020 gewann Muzaferija mit Rang 29 in der Kombination von Zauchensee als erste Bosnierin Weltcuppunkte. Ihren ersten Podestplatz im Europacup erreichte Muzaferija am 18. Februar 2023 bei der Abfahrt von Crans-Montana. Sie verpasste dabei den Sieg nur um zwei Hundertstelsekunden. Ihren ersten Sieg im Europacup konnte sie ein Jahr später an gleicher Stelle feiern. Ebenfalls in Crans-Montana gelang ihr ein Jahr danach mit Abfahrtsrang vier ihr bis dahin mit Abstand bestes Weltcup-Resultat.

## Erfolge

### Olympische Spiele
- Pyeongchang 2018: 31. Abfahrt, 42. Super-G, 44. Riesenslalom
- Peking 2022: 25. Super-G

### Weltmeisterschaften
- St. Moritz 2017: 55. Slalom
- Cortina d’Ampezzo 2021: 16. Alpine Kombination, 25. Abfahrt, 38. Super-G
- Méribel 2023: 15. Alpine Kombination, 25. Super-G, 20. Abfahrt
- Saalbach-Hinterglemm 2025: 22. Team-Kombination, 23. Abfahrt, 27. Super-G

### Weltcup
- 2 Platzierungen unter den besten zehn

### Weltcupwertungen
| Saison  | Gesamt | Gesamt | Abfahrt | Abfahrt | Super-G | Super-G | Kombination | Kombination |
| Saison  | Platz  | Punkte | Platz   | Punkte  | Platz   | Punkte  | Platz       | Punkte      |
| ------- | ------ | ------ | ------- | ------- | ------- | ------- | ----------- | ----------- |
| 2019/20 | 124.   | 2      | –       | –       | –       | –       | 38.         | 2           |
| 2021/22 | 92.    | 29     | 41.     | 16      | 48.     | 13      | –           | –           |
| 2022/23 | 112.   | 6      | 47.     | 3       | 48.     | 3       | –           | –           |
| 2023/24 | 54.    | 151    | 24.     | 69      | 23.     | 82      | –           | –           |

### Europacup
- Saison 2022/23: 9. Abfahrtswertung
- Saison 2023/24: 10. Abfahrtswertung
- 2 Podestplätze, davon ein Sieg:

| Datum            | Ort           | Land    | Disziplin |
| ---------------- | ------------- | ------- | --------- |
| 11. Februar 2024 | Crans-Montana | Schweiz | Abfahrt   |

### Juniorenweltmeisterschaften
- Åre 2017: 36. Kombination, 38. Abfahrt, 57. Riesenslalom

### South American Cup
- Saison 2022: 3. Super-G-Wertung, 5. Abfahrtswertung, 8. Gesamtwertung
- 5 Podestplätze

### Weitere Erfolge
- 2 bosnische Meistertitel (Riesenslalom und Slalom 2017)
- Sieg bei den bulgarischen Jugendmeisterschaften im Slalom 2015
- 14 Siege in FIS-Rennen